# Chuck Leavell
Charles Alfred Leavell, noto come Chuck Leavell (Birmingham, 28 aprile 1952), è un tastierista statunitense.
Ha fatto parte del gruppo The Allman Brothers Band durante il periodo di maggior popolarità negli anni '70. Inoltre dal 1976 al 1981 è stato membro di un gruppo jazz rock chiamato Sea Level. È molto attivo come turnista e in tal senso ha collaborato spesso con i Rolling Stones e con altri artisti quali Eric Clapton, David Gilmour, Gov't Mule e John Mayer.

## Discografia
Solista
- 1996 - A Homemade Christmas From Charlane Plantation
- 1998 - What's in That Bag?
- 2001 - Forever Blue: Solo Piano
- 2005 - Southscape
- 2007 - Live In Germany-Green Leaves and Blue Notes Tour
- 2012 - Back To The Woods: A Tribute To The Pioneers of Blues Piano

The Allman Brothers Band
- 1973 - Brothers and Sisters
- 1975 - Win, Lose or Draw
- 1976 - Wipe the Windows, Check the Oil, Dollar Gas
- 1989 - Dreams

Richard Betts
- 1974 - Highway Call

The Black Crowes
- 1990 - Shake Your Money Maker

Eric Clapton
- 1991 - 24 Nights
- 1992 - Unplugged

Gov't Mule
- 1998 - Live... With a Little Help from Our Friends

Alex Taylor
- 1972 - Suppertime

Sea Level
- 1977 - Sea Level
- 1977 - Cats on the Coast
- 1978 - On the Edge
- 1979 - Long Walk on a Short Pier
- 1980 - Ball Room
- 1997 - Best of Sea Level

The Rolling Stones
- 1983 - Undercover
- 1986 - Dirty Work
- 1989 - Steel Wheels
- 1991 - Flashpoint
- 1994 - Voodoo Lounge
- 1995 - Stripped
- 1998 - No Security
- 2004 - Live Licks
- 2005 - A Bigger Bang
- 2008 - Shine a Light
- 2013 - Hyde Park Live

John Mayer
- 2012 - Born and Raised

David Gilmour
- 2016 - Live at Pompeii 2016 - full concert)